# Bennettsville
La ville de Bennettsville est le siège du comté de Marlboro, situé en Caroline du Sud, aux États-Unis.

## Démographie
| 1880 | 1890 | 1900  | 1910  | 1920  | 1930  |
| ---- | ---- | ----- | ----- | ----- | ----- |
| 343  | 978  | 1 929 | 2 646 | 3 197 | 3 667 |

| 1940  | 1950  | 1960  | 1970  | 1980  | 1990  |
| ----- | ----- | ----- | ----- | ----- | ----- |
| 4 895 | 5 140 | 6 963 | 7 468 | 8 774 | 9 345 |

| 2000  | 2010  | - | - | - | - |
| ----- | ----- | - | - | - | - |
| 9 425 | 9 069 | - | - | - | - |